# Territorialsprache
Als Territorialsprache wird in der Soziolinguistik eine Sprache bezeichnet, der für ein gesetzlich definiertes Territorium innerhalb eines Staates per Gesetz der Status einer (fakultativen) Amtssprache zugewiesen wurde.

## Abgrenzung
Von einer Nationalsprache unterscheidet sich eine Territorialsprache dadurch, dass sie nicht im gesamten Staatsgebiet als Amtssprache gilt. Zudem beschränkt sich ihre Funktion als Symbol geschichtlicher Identität in der Regel auf ihren Geltungsbereich.
Der wesentliche Unterschied zu einer regional verankerten Minderheitensprache oder einer Regionalsprache besteht darin, dass die Territorialsprache als Amtssprache anerkannt ist. Damit wird garantiert, dass sie gegenüber der öffentlichen Verwaltung verwendet werden kann und dass die Verwaltung sie auf Wunsch gegenüber den Bürgerinnen und Bürgern verwenden muss.
Einer regional verankerten Minderheitensprache mit einer einheitlichen (kodifizierten) Schriftsprache kann der Status einer Territorialsprache zugewiesen werden.

## Beispiele
Einzelne samische Sprachen sind in mehreren nördlichen Kommunen in Norwegen, in Schweden und in Finnland jeweils als Territorialsprache anerkannt. Einen interessanten Spezialfall bietet die Gemeinde Inari in Finnland: drei samische Sprachen haben dort den Status einer Territorialsprache.